# Real Audiencia von Cuzco
Die Real Audiencia von Cuzco (auf Spanisch vollständig: Audiencia y Cancillería Real del Cuzco) war ein Gerichtshof, eine Institution der Kolonialverwaltung und zugleich ein Gerichtsbezirk  (Real Audiencia), der von 1787 bis 1825 im Vizekönigreich Peru bestand.

## Die Rolle derReal Audienciasin den Kolonien
Nach der Eroberung von Mittel- und Südamerika (Conquista) durch die Spanier erließ Kaiser Karl V. die „Gesetze über Indien“ (spanisch: Leyes de Indias) sowie die „Neuen Gesetze“ (spanisch: Leyes Nuevas), in denen er die Verwaltung der überseeischen Kolonien im „Vizekönigreich Neu-Kastilien“ organisierte und regelte.
Für die Umsetzung der Gesetze und die Unterstützung der militärischen Gouverneure waren die Real Audiencias zuständig. Sie erfüllten damit Aufgaben in der Verwaltung und im Finanzwesen, die über die eines Gerichtshofes nach heutigem Verständnis weit hinausgingen, zumal eine Gewaltenteilung unbekannt war. Neben einem Vorsitzenden und vier Richtern (spanisch: Oidores) gab es einen Staatsanwalt (spanisch: fiscal), aber auch nachgeordnete Exekutivkräfte wie einen Büttel (spanisch: alguacil mayor), Polizeikräfte, Übersetzer usw.

## Die Einrichtung
Als ein solches Berufungsgericht und Verwaltungszentrum wurde die Real Audiencia von Lima zeitgleich mit dem Vizekönigreich Peru im November 1542 gegründet. Am 6. Februar 1787 verfügte König Karl III. die Gründung einer Audiencia von Cuzco, deren Zuständigkeitsgebiet weitgehend mit dem der Diözese Cuzco deckungsgleich war. Bis dahin war es von den Audiencias in Lima und in Charcas (dem heutigen Sucre) verwaltet worden. Am 3. Mai 1787 wurde die entsprechende königliche Urkunde (spanisch: Real Cédula) ausgefertigt. Die Gründung der Audiencia erfolgte am 3. November 1788; Cuzco war damit die letzte Audiencia, die die Spanier in Südamerika gründeten. Erster Richter (Oidor) wurde der Intendente von Cuzco, Bènito de la Mata Linares.

## Das Territorium der Real Audiencia von Cuzco
Das Zuständigkeitsgebiet erstreckte sich zunächst auf die Intendencia Puno. Als 1821 die Unabhängigkeitsbewegung unter José de San Martín Lima besetzte, übertrugen die Spanier auch die Zuständigkeit des Gebiets der Intendencia von Arequipa auf die Audiencia in Cuzco, die bis zum Ende des Vizekönigreichs 1825 bestand. Damit verwaltete die Audiencia die südlichen Provinzen des heutigen Peru.

## Ende im Unabhängigkeitskrieg
Am 2. August 1814 kam es zum Aufstand von Cuzco unter den Brüdern Angulo, José, Vicente und Mariano Angulo, die eine Regierungsjunta einrichteten und mit drei Divisionen die Rebellion ausbreiten wollten. Unter dem königlichen General Ramírez wurde Cuzco am 25. März 1815 zurückerobert; die Führer der Aufständischen wurden am 21. April 1815 hingerichtet.
1821 erklärte Peru seine Unabhängigkeit von der spanischen Krone. Der Gerichtsbezirk wurde nach einem Gesetz der provisorischen Regierung unter San Martín vom 26. April 1822 zum Departamento del Cuzco der peruanischen Republik. Die Umsetzung gestaltete sich allerdings schwierig, da das Gebiet noch in den Händen der königstreuen Spanier war. Am 9. Dezember 1824 erlitten die Spanier in der Schlacht von Ayacucho die entscheidende Niederlage, die zur Kapitulation von Vizekönig José de la Serna e Hinojosa führte. Die Audiencia von Cuzco zeigte sich davon unbeeindruckt; sie weigerte sich, die Kapitulation anzuerkennen und benannte den auch bei den Republikanern anerkannten Vorsitzenden Pío de Tristán am 24. Dezember 1824 zum letzten Vizekönig von Peru, ein Amt, das er für die wenigen Wochen verwaltend innehatte, bis die Unabhängigkeitsbewegung vollständig die Macht übernahm und Tristán das Amt des Präfekten von Arequipa übernahm.
Kurz zuvor, am 22. Dezember, hatte der Stadtrat (spanisch: Cabildo) von Cuzco die Niederlage der Royalisten anerkannt und den General Agustín Gamarra zum neuen Intendente benannt, der damit den administrativen Teil der Aufgaben der Audiencia fortführte. Die juristischen Aufgaben übernahmen die Gerichte des unabhängigen Peru.

## Vorsitzende der Real Audiencia von Cuzco
- Bènito de la Mata Linares (1784–1788)
- José de la Portilla (1788–1791)
- Carlos de Corral (1791–1792)
- Manuel Ruiz Urries de Castilla (1794–1806)
- Francisco Muñoz de San Clemente (1806–1809)
- José Manuel de Goyeneche (1809–1814)
- Pío de Tristán (1817–1824)